# Temporada da LEB Ouro de 2022-23
A Temporada da LEB Ouro de 2022–23 foi a 27.ª edição da competição de secundária do basquetebol masculino da Espanha segundo sua pirâmide estrutural. É organizada pela Federação Espanhola de Basquete, sendo sua primeira liga. A liga credencia ao seu campeão da temporada regular e ao vencedor do final four (fase final que engloba semifinais e final) vagas para disputar a próxima temporada da Liga ACB.

## Clubes Participantes
| Clube                              | Cidade                | Arena                          |
| ---------------------------------- | --------------------- | ------------------------------ |
| Alimerka Oviedo Baloncesto         | Oviedo                | Polideportivo de Pumarín       |
| Bueno Arenas Albacete Basket       | Albacete              | Pavilhão do Parque             |
| Cáceres Patrimonio de la Humanidad | Cáceres               | Multiusos Ciudad de Cáceres    |
| CB Almansa Afanion                 | Almansa               | Pavilhão Desportivo de Almansa |
| Club Ourense Baloncesto            | Ourense               | Pazo dos Deportes Paco Paz     |
| Grupo Alega Cantabria              | Torrelavega           | Pavilhão Vicente Trueba        |
| Guuk Gipuzkoa                      | Guipúscoa             | Arena San Sebastián            |
| Hereda San Pablo Burgos            | Burgos                | Coliséu Burgos                 |
| HLA Alicante                       | Alicante              | Pavilhão Pedro Ferrandíz       |
| ICG Força Lleida                   | Lleida                | Pavelló Barris Nord            |
| Juaristi ISB                       | Azpeitia              | Polideportivo Azpetia          |
| Leyma Coruña                       | A Coruña              | Pazo dos Deportes de Riazor    |
| Melilla Sport Capital              | Melilla               | Pabellón Javier Imbroda Ortiz  |
| MoraBanc Andorra                   | Andorra-a-Velha       | Poliesportiu d'Andorra         |
| Movistar Estudiantes               | Madrid                | Wizink Center                  |
| TAU Castelló                       | Castellón de la Plana | Pabellón Ciutat de Castelló    |
| UEMC Real Valladolid Baloncesto    | Valladolid            | Pisuerga                       |
| Zunder Palencia                    | Palencia              | Pabellón Municipal             |

## Formato
A competição é disputada por dezoito equipes disputando temporada regular em formato todos contra todos com total de 34 jogos disputados por equipe, sendo que a equipe campeão dessa fase torna-se credenciada para disputar a Liga ACB na próxima temporada. Após essa fase, disputam-se os "playoffs de promoção" que credencia o campeão final a disputar também a liga de elite.

## Temporada Regular

### Tabela de Classificação
| Pos. | Clube                              | P  | Jogos | Jogos | Jogos | Pontos | Pontos | Classificação                |
| Pos. | Clube                              | P  | J     | V     | D     | P+     | P-     |                              |
| ---- | ---------------------------------- | -- | ----- | ----- | ----- | ------ | ------ | ---------------------------- |
| 1    | MoraBanc Andorra                   | 34 | 30    | 4     | 2815  | 2353   | 64     | Promovido à Liga ACB         |
| 2    | Zunder Palencia                    | 34 | 27    | 7     | 2817  | 2488   | 61     | Playoffs                     |
| 3    | Leyma Coruña                       | 34 | 23    | 11    | 2870  | 2614   | 57     | Playoffs                     |
| 4    | Movistar Estudiantes               | 34 | 22    | 12    | 2690  | 2509   | 56     | Playoffs                     |
| 5    | UEMC Real Valladolid Baloncesto    | 34 | 22    | 12    | 2617  | 2502   | 56     | Playoffs                     |
| 6    | ICG Força Lleida                   | 34 | 22    | 12    | 2725  | 2607   | 56     | Playoffs                     |
| 7    | Hereda San Pablo Burgos            | 34 | 22    | 12    | 2849  | 2557   | 56     | Playoffs                     |
| 8    | Guuk Gipuzkoa                      | 34 | 19    | 15    | 2628  | 2542   | 53     | Playoffs                     |
| 9    | HLA Alicante                       | 34 | 18    | 16    | 2579  | 2590   | 52     | Playoffs                     |
| 10   | TAU Castelló                       | 34 | 17    | 17    | 2600  | 2.661  | 51     |                              |
| 11   | Grupo Alega Cantabria              | 34 | 15    | 19    | 2525  | 2.690  | 49     |                              |
| 12   | CB Almansa Afanion                 | 34 | 13    | 21    | 2568  | 2.719  | 47     |                              |
| 13   | Club Ourense Baloncesto            | 34 | 12    | 22    | 2468  | 2.707  | 46     |                              |
| 14   | Alimerka Oviedo Baloncesto         | 34 | 11    | 23    | 2384  | 2.616  | 45     |                              |
| 15   | Cáceres Patrimonio de la Humanidad | 34 | 10    | 24    | 2588  | 2.773  | 44     |                              |
| 15   | Melilla Sport Capital              | 34 | 8     | 26    | 2612  | 2.864  | 42     | Rebaixados para a Liga Prata |
| 17   | Juaristi ISB                       | 34 | 8     | 26    | 2489  | 2803   | 42     | Rebaixados para a Liga Prata |
| 18   | Bueno Arenas Albacete Basket       | 34 | 7     | 27    | 2492  | 2721   | 41     | Rebaixados para a Liga Prata |

### Calendário Temporada Regular
| Casa\Visitante                     | GUU    | ALI    | BUE    | CAC    | CBA    | OUR    | CAN    | HER    | HLA    | ICG   | JUA    | LEY    | MEL    | MOR   | MOV    | TAU    | VAL    | ZUN   |
| ---------------------------------- | ------ | ------ | ------ | ------ | ------ | ------ | ------ | ------ | ------ | ----- | ------ | ------ | ------ | ----- | ------ | ------ | ------ | ----- |
| Guuk Gipuzkoa                      |        | 64-63  | 91-65  | 94-88  | 79-53  | 88-89  | 96-70  | 84-79  | 77-67  | 68-59 | 85-76  | 78-85  | 78-63  | 62-79 | 64-68  | 48-75  | 82-94  | 75-66 |
| Alimerka Oviedo Baloncesto         | 71-86  |        | 63-57  | 68-71  | 98-88  | 75-58  | 62-69  | 59-70  | 68-69  | 68-84 | 84-78  | 93-83  | 69-78  | 63-79 | 68-66  | 83-66  | 64-81  | 56-67 |
| Bueno Arenas Albacete Basket       | 56-79  | 88-42  |        | 60-64  | 78-97  | 66-74  | 74-80  | 82-91  | 72-65  | 75-81 | 74-79  | 61-83  | 84-90  | 63-93 | 100-95 | 78-74  | 61-68  | 80-88 |
| Cáceres Patrimonio de la Humanidad | 69-79  | 70-68  | 87-76  |        | 71-86  | 92-77  | 66-79  | 87-95  | 65-72  | 64-84 | 60-86  | 102-94 | 92-85  | 70-82 | 62-70  | 58-61  | 81-87  | 67-78 |
| CB Almansa Afanion                 | 97-76  | 94-101 | 88-85  | 65-76  |        | 73-66  | 91-90  | 66-75  | 87-74  | 67-70 | 80-61  | 86-93  | 70-64  | 75-82 | 70-75  | 67-60  | 76-60  | 74-89 |
| Club Ourense Baloncesto            | 62-68  | 62-67  | 89-71  | 76-70  | 81-75  |        | 66-79  | 95-91  | 86-77  | 56-82 | 87-72  | 70-80  | 74-54  | 62-72 | 76-86  | 78-74  | 82-72  | 66-82 |
| Grupo Alega Cantabria              | 74-72  | 76-90  | 72-66  | 93-96  | 71-68  | 75-69  |        | 61-102 | 73-81  | 68-67 | 77-49  | 84-86  | 83-80  | 62-80 | 76-82  | 84-64  | 72-71  | 67-77 |
| Hereda San Pablo Burgos            | 83-74  | 89-64  | 81-91  | 73-63  | 86-72  | 96-49  | 89-62  |        | 98-101 | 90-78 | 85-59  | 86-80  | 74-70  | 73-95 | 78-86  | 98-48  | 77-58  | 89-65 |
| HLA Alicante                       | 79-81  | 78-69  | 86-77  | 80-68  | 101-55 | 84-80  | 78-77  | 69-90  |        | 79-76 | 84-73  | 91-76  | 77-60  | 73-66 | 89-85  | 74-70  | 70-71  | 54-82 |
| ICG Força Lleida                   | 78-75  | 76-65  | 89-79  | 94-78  | 91-77  | 84-63  | 91-79  | 85-79  | 82-75  |       | 91-78  | 82-91  | 91-83  | 88-80 | 96-66  | 77-88  | 85-77  | 88-81 |
| Juaristi ISB                       | 77-89  | 94-85  | 67-76  | 102-97 | 72-54  | 76-80  | 85-74  | 76-88  | 68-70  | 80-74 |        | 72-87  | 97-86  | 70-97 | 63-82  | 75-92  | 68-78  | 84-87 |
| Leyma Coruña                       | 68-81  | 87-62  | 92-75  | 95-87  | 100-66 | 84-51  | 109-95 | 95-81  | 86-69  | 63-71 | 78-73  |        | 92-80  | 66-70 | 74-66  | 99-62  | 102-71 | 81-69 |
| Melilla Sport Capital              | 78-104 | 67-70  | 61-70  | 97-89  | 82-74  | 95-77  | 89-95  | 67-88  | 70-88  | 62-74 | 95-69  | 79-86  |        | 63-85 | 79-97  | 101-81 | 80-75  | 78-89 |
| MoraBanc Andorra                   | 72-67  | 79-60  | 83-70  | 86-74  | 78-82  | 95-61  | 88-47  | 88-82  | 74-59  | 90-75 | 89-61  | 77-70  | 92-82  |       | 85-51  | 84-72  | 94-70  | 97-89 |
| Movistar Estudiantes               | 87-65  | 90-60  | 68-63  | 90-78  | 75-78  | 104-86 | 80-54  | 104-96 | 70-65  | 94-75 | 75-55  | 81-73  | 75-64  | 72-79 |        | 77-52  | 81-70  | 73-83 |
| TAU Castelló                       | 96-90  | 75-71  | 77-68  | 75-79  | 81-67  | 76-64  | 76-72  | 65-67  | 100-81 | 87-79 | 80-70  | 81-86  | 105-78 | 73-81 | 87-86  |        | 80-77  | 85-80 |
| UEMC Real Valladolid Baloncesto    | 79-64  | 89-72  | 83-70  | 90-86  | 77-75  | 86-76  | 67-60  | 75-61  | 68-52  | 97-57 | 80-61  | 73-64  | 85-66  | 74-81 | 81-75  | 92-82  |        | 76-70 |
| Zunder Palencia                    | 85-74  | 88-63  | 101-81 | 101-81 | 84-60  | 86-80  | 94-72  | 84-69  | 87-79  | 85-71 | 103-63 | 89-82  | 115-86 | 72-63 | 74-66  | 77-63  | 75-65  |       |

## Playoffs

### Quartas de final
| Time 1                          | Série | Time 2                  | 1º Jogo | 2º Jogo  | 3º Jogo | 4º Jogo | 5º Jogo |
| ------------------------------- | ----- | ----------------------- | ------- | -------- | ------- | ------- | ------- |
| Zunder Palencia                 | 3 - 0 | HLA Alicante            | 88 - 57 | 75 - 68  | 63 - 60 | -       | -       |
| UEMC Real Valladolid Baloncesto | 3 - 1 | ICG Força Lleida        | 73 - 66 | 86 - 83  | 71 - 77 | 90 - 83 | -       |
| Leyma Coruña                    | 1 - 3 | Guuk Gipuzkoa           | 67 - 77 | 62 - 71  | 83 - 77 | 77 - 82 | -       |
| Movistar Estudiantes            | 0 - 3 | Hereda San Pablo Burgos | 87 - 92 | 89 - 102 | 85 - 87 | -       | -       |

## Final Four
A comissão executiva da Federação Espanhola de Basquetebol decidiu pela realização do Final Four da Liga Ouro no Coliseu de Burgos.

### Semifinal
| Time 1          | Placar  | Time 2                          |
| --------------- | ------- | ------------------------------- |
| Zunder Palencia | 90 - 60 | UEMC Real Valladolid Baloncesto |
| Guuk Gipuzkoa   | 64 - 69 | Hereda San Pablo Burgos         |

### Final
| Time 1          | Placar  | Time 2                  |
| --------------- | ------- | ----------------------- |
| Zunder Palencia | 95 - 83 | Hereda San Pablo Burgos |

## Promoção e rebaixamento
- Classificados para a Liga ACB em 2023-24: MoraBanc Andorra[4], Zunder Palencia[5]
- Rebaixados para jogar a Liga Prata em 2023-24:Melilla Sport Capital, Juaristi ISB, Bueno Arenas Albacete Basket[6]

## Copa Princesa de Astúrias 2023
Em partida única disputada em Palência, enfrentaram-se os dois primeiros colocados na tabela na metade da temporada regular. O troféu é realizado em homenagem à Leonor, Princesa das Astúrias, herdeira ao trono da Espanha.
| 11 de fevereiro de 2023 12:30 UTC+0 | relatório | Zunder Palencia                               | 74–69 | MoraBanc Andorra |  | Palacio de Deportes, Palência |  |
| 11 de fevereiro de 2023 12:30 UTC+0 | relatório | Placar por quarto: 15-22, 16-17, 18-14, 25-16 |       |                  |  | Palacio de Deportes, Palência |  |

### Premiação
| Copa Princesa de Astúrias 2023 |
| ------------------------------ |
| Zunder Palencia 3º Título      |

## Artigos relacionados
- Liga Endesa
- Seleção Espanhola de Basquetebol